# Kropotkin
Kropotkin é uma cidade da Rússia, o centro administrativo de um raion do Krai de Krasnodar.
A cidade recebe o seu nome em homenagem a Piotr Kropotkin.